# 恋する弁当男子
『恋する弁当男子』（こいするべんとうだんし）は、2011年11月12日に公開された日本映画。TWILIGHT FILEシリーズ25作目。主演は斉藤祥太。他には飯田圭織（元モーニング娘。）、山本博子、大﨑崇生 、白石朋也、 新里宏太、クリス松村、遠藤憲一が出演。

## 登場人物
- 風間亮 　　　　　　演– 斉藤祥太
- 中村友貴子 　　　　演-飯田圭織（元モーニング娘。）
- 佐伯小夜 　　　　　演-山本博子
- 高橋一郎 　　　　　演-白石朋子
- 中上岬 　　　　　　演-宇恵さやか
- 浅倉幹久 　　　　　演-大﨑崇生
- 橋本修 　　　　　　演-大塚公祐
- 本間悟史 　　　　　演-小笠原大史
- 平山 　　　　　　　演-菊池勇輝
- 丸山 　　　　　　　演-堤坂拓弥
- 風間亮（高校時代） 演-新里宏太
- ママ（馬場日出男） 演-クリス松村
- 西園寺大膳 　　　　演-遠藤憲一

## スタッフ
- エグゼクティブプロデューサー / 製作 - 神品信市
- プロデューサー - 四元博明
- キャスティングプロデューサー – MAKIKO
- 監督/脚本 - 小泉剛
- 助監督 - 内田直之
- 撮影 - ふじもと光明
- 録音 - 星照光
- 製作チーフディレクター - 西村克也
- 製作ディレクター –上野順司　長岡真央　奥村伸也　加藤聡　山多裕生
- 音楽ディレクター - TOSHIMITSU
- 製作 - MIRAI PICTURES JAPAN
- 配給 - MIRAI